# Loppersum
Loppersum  è una località ed ex-municipalità dei Paesi Bassi di 10 439 abitanti situata nella provincia di Groninga. La municipalità è stata soppressa nel 2021 ed inclusa assieme ad Appingedam e Delfzijl nella nuova municipalità di Eemsdelta.